# Конарев, Михаил Устинович
Михаил Устинович Конарев (1902—1984) — директор Боровичского комбината огнеупоров имени В. И. Ленина, Герой Социалистического Труда (1971).

## Биография
Родился 9 (22) декабря 1902 года на станции Деконская Бахмутского уезда Екатеринославской губернии (ныне город Соледар Донецкой области. Окончил Донецкий институт хозяйственников (1937).

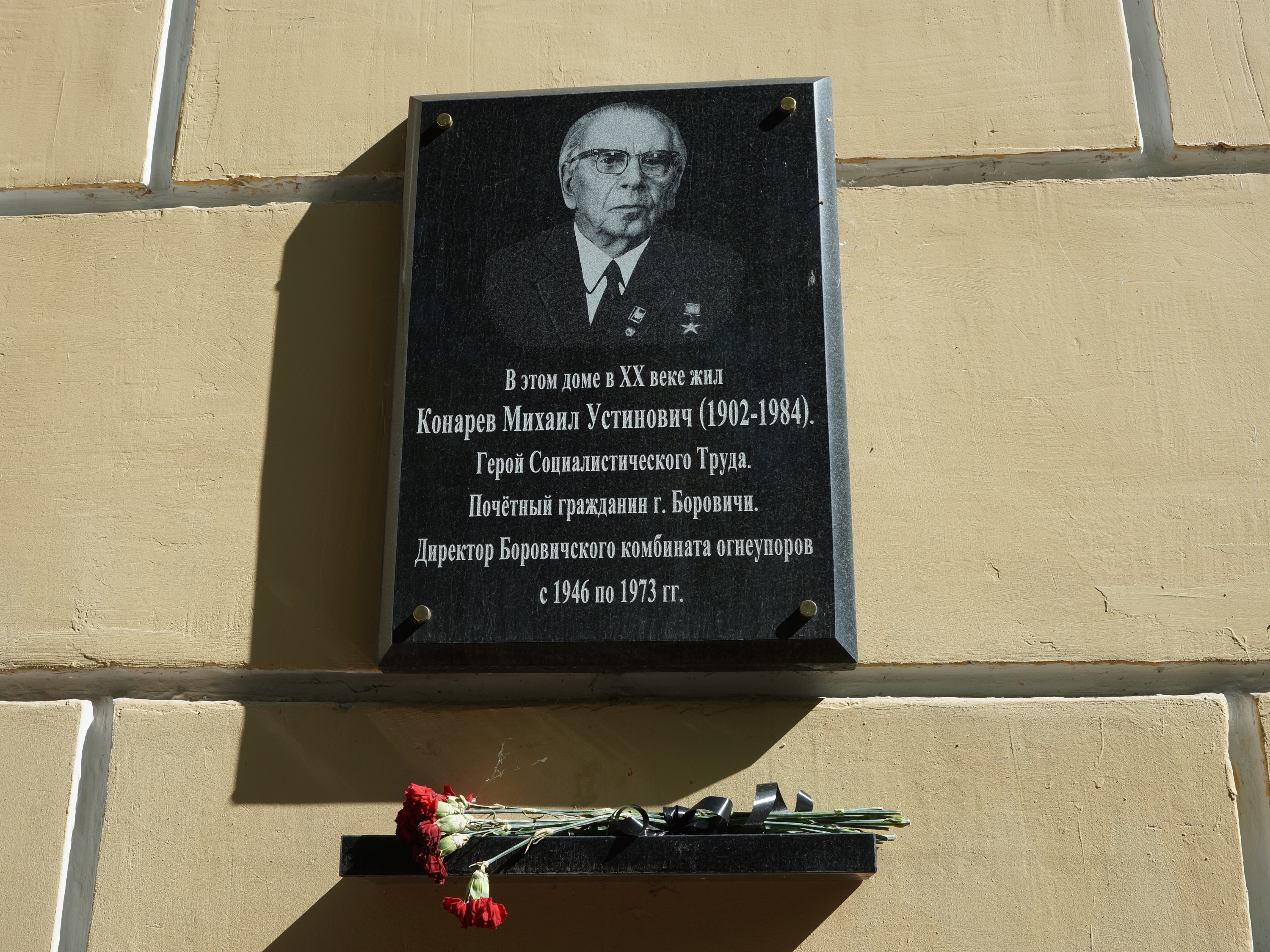
Мемориальная доска на Доме ИТР в Боровичах

В 1935—1937 годах — директор Часов-Ярского огнеупорного завода; в 1937—1946 годах — директор Саткинского магнезитового завода; в 1946—1973 годах — директор Боровичского комбината «Красный керамик».
Под его руководством производилась реконструкция цехов: внедрено новое оборудование на многих технологических потоках, что позволило с 1939 года начать выпуск магнезитохромитовых изделий. Использование их металлургами повысило стойкость сводов и увеличило кампанию мартеновских печей(так называют период, в течение которого печь работает без остановок — до капитального ремонта). В условиях военного времени изыскивались возможности для дальнейшей модернизации оборудования, освоения новых видов продукции, была разработана технология производства хромомагнезитовых изделий. Обеспечивал выполнение плана поставки огнеупоров металлургическим заводам для производства оборонной продукции.

## Награды
- Медаль «Серп и Молот»
- Три ордена Ленина
- Два ордена Трудового Красного Знамени
- Медали СССР

## Память
- 22 декабря 2021 года в Боровичах на Доме № 93 по Ленинградской улице («Дом инженерно-технических работников») была открыта мемориальная доска с текстом: «В этом доме в XX веке жил Конорев Михаил Устинович (1902—1984). Герой Социалистического Труда. Почётный гражданин г. Боровичи. Директор Боровичского комбината огнеупоров с 1946 по 1973 гг.»[2].